# Communauté de communes Porte du Jura
Die Communauté de communes Porte du Jura ist ein französischer Gemeindeverband mit der Rechtsform einer Communauté de communes im Département Jura in der Region Bourgogne-Franche-Comté. Sie wurde am 19. Dezember 2016 gegründet und umfasste 22 Gemeinden (Stand: 1. Januar 2019). Der Verwaltungssitz befindet sich im Ort Cousance.

## Historische Entwicklung
Der Gemeindeverband entstand mit Wirkung vom 1. Januar 2017 durch die Fusion der Vorgängerorganisationen
- Communauté de communes du Pays de Saint-Amour und
- Communauté de communes Sud-Revermont

unter Zugang der Gemeinde La Balme-d’Épy von der Communauté de communes Petite Montagne. Gleichzeitig schlossen sich mehrere Gemeinden zu den Communes nouvelles Les Trois Châteaux und Val-Sonnette zusammen.
Mit Wirkung vom 1. Januar 2018 wurde die Gemeinde La Balme-d’Épy als weitere Commune déléguée in die Commune nouvelle Val-d’Épy integriert.
Mit Wirkung vom 1. Januar 2019 gingen die ehemaligen Gemeinden Beaufort und Orbagna in die Commune nouvelle Beaufort-Orbagna auf. Gleichzeitig wurde die Gemeinde Saint-Jean-d’Étreux als weitere Commune déléguée in die Commune nouvelle Les Trois Châteaux integriert. Dadurch verringerte sich die Anzahl der Mitgliedsgemeinden auf 22.
Mit Wirkung vom 1. Januar 2025 fusionierte Sainte-Agnès mit Val-Sonnette auf. Dadurch verringerte sich die Anzahl der Mitgliedsgemeinden auf 21.

## Mitgliedsgemeinden
| Gemeinde                             | Einwohner 1. Januar 2022 | Fläche km² | Dichte Einw./km² | Code INSEE | Postleitzahl |
| ------------------------------------ | ------------------------ | ---------- | ---------------- | ---------- | ------------ |
| Augea                                | 279                      | 7,52       | 37               | 39025      | 39190        |
| Augisey                              | 187                      | 9,29       | 20               | 39027      | 39270        |
| Balanod                              | 333                      | 4,93       | 68               | 39035      | 39160        |
| Beaufort-Orbagna                     | 1.466                    | 17,22      | 85               | 39043      | 39190        |
| Chevreaux                            | 126                      | 6,12       | 21               | 39142      | 39190        |
| Cousance                             | 1.290                    | 6,39       | 202              | 39173      | 39190        |
| Cuisia                               | 388                      | 10,16      | 38               | 39185      | 39190        |
| Digna                                | 368                      | 3,38       | 109              | 39197      | 39190        |
| Gizia                                | 201                      | 7,35       | 27               | 39255      | 39190        |
| Graye-et-Charnay                     | 136                      | 6,31       | 22               | 39261      | 39320        |
| Les Trois-Châteaux                   | 770                      | 19,28      | 40               | 39378      | 39160        |
| Loisia                               | 146                      | 11,58      | 13               | 39295      | 39320        |
| Maynal                               | 328                      | 8,14       | 40               | 39320      | 39190        |
| Montagna-le-Reconduit                | 109                      | 5,43       | 20               | 39346      | 39160        |
| Rosay                                | 119                      | 9,93       | 12               | 39466      | 39190        |
| Rotalier                             | 151                      | 4,07       | 37               | 39467      | 39190        |
| Saint-Amour                          | 2.364                    | 11,65      | 203              | 39475      | 39160        |
| Thoissia                             | 36                       | 3,89       | 9                | 39532      | 39160        |
| Val-d’Épy                            | 302                      | 25,35      | 12               | 39209      | 39160        |
| Val-Sonnette                         | 1.309                    | 19,33      | 68               | 39576      | 39190        |
| Véria                                | 112                      | 10,09      | 11               | 39551      | 39160        |
| Communauté de communes Porte du Jura | 10.520                   | 207,41     | 51               | –          | –            |